# NGC 6625
NGC 6625 est un amas ouvert relativement âgé et situé dans la constellation de l'Écu de Sobieski. Il a été découvert par l'astronome britannique John Herschel en 1826.
Selon la classification des amas ouverts de Robert Trumpler, cet amas renferme entre 50 et 100 étoiles (lettre m) dont la concentration est faible (IV) et dont les magnitudes se répartissent sur un grand intervalle (le chiffre 3). Pour les lettres ajoutées n:b, le n signifie que l'amas est dans une nébuleuse et le b que c'est un amas ouvert binaire.

## Observation
Avec une magnitude visuelle de 9,0, on peut observer l'amas avec des jumelles dont l'ouverture est de 60 à 70 mm ou avec un petit télescope.

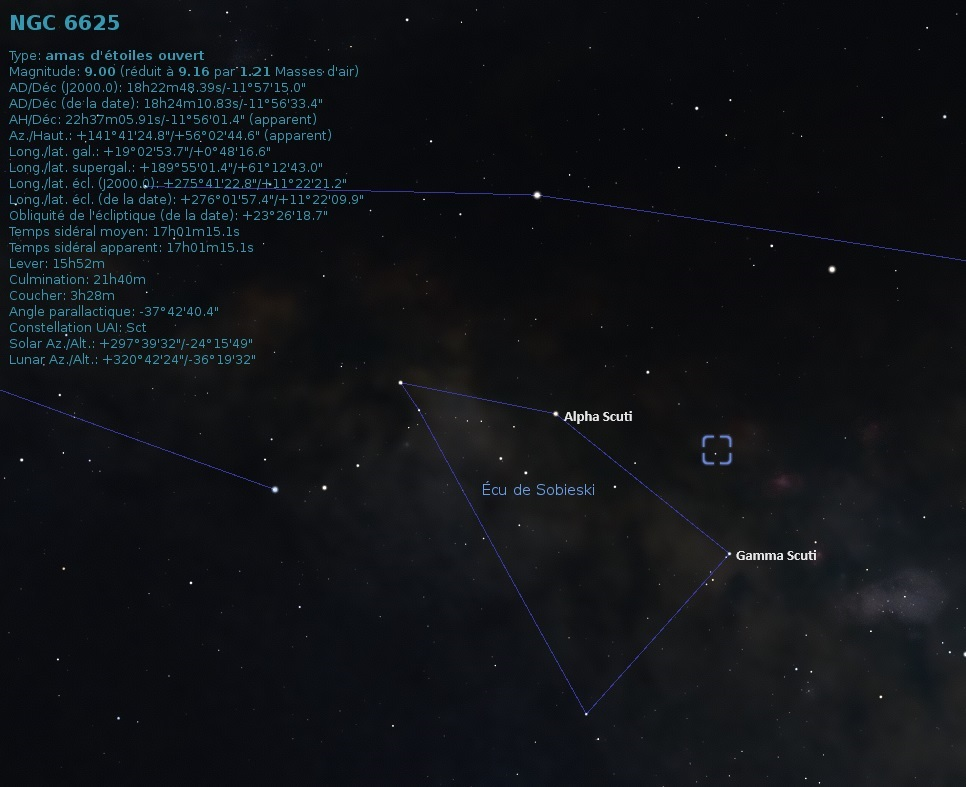
Emplacement de NGC 6625 dans la constellation de l'Écu de Sobieski.

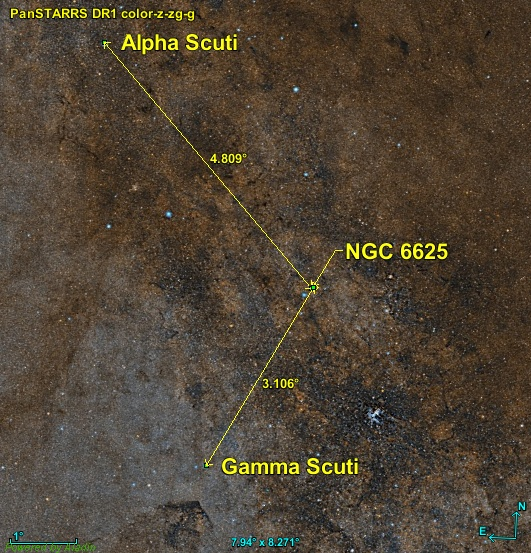
Position de NGC 6625 par rapport deux étoiles de l'Écu de Sobieski.

NGC 6625 est situé à environ 4,8 degrés au sud-ouest de l'étoile Alpha Scuti et à 3,1 degrés au nord-est de Gamma Scuti. 

## Distance et taille
La plus récente publication (2018) indique une distance d'environ 1 335 pc (∼4 350 al) pour cet amas, mais une autre publication de l'année précédente indique une distance d'environ 1 350 pc (∼4 400 al). La taille apparente de l'amas est de 39 minutes d'arc, ce qui, compte tenu de la distance de 1335 pc et grâce à un calcul simple, équivaut à une taille réelle d'environ 49 années-lumière.